# スター・オブ・カレッジ (カナダ)
スター・オブ・カレッジ (英語: Star of Courage、フランス語: Étoile du Courage) はカナダの栄典制度において勇敢な行為を讃える章としては2番目に高位の勲章で、カナダ国王の名の下に総督から授与される3つの勲章のうちの1つである。
1972年に制定され、生存・死去を問わず「非常に危険な状況において際立って勇気ある行動を示した者」に授与される。
また、受章者には英語圏ではS.C.、フランス語圏ではÉ.C.のポスト・ノミナル・レターズを使用することが許される。

## デザイン
スター・オブ・カレッジは38ミリメートル（1.5インチ）幅の銀製のコンパス・スター（十字の羅針図）で、4つの角にメイプルリーフが付いている。中央には金色の月桂冠の輪に囲まれたメイプルリーフがあしらわれている。裏面の上腕には聖エドワード王冠を戴いたカナダ国王のロイヤル・サイファーが浮き彫りにされ、その下に COURAGE の文字が置かれる。受章者の名前や階級等はその下に彫り込まれる。
スター・オブ・カレッジは38ミリメートル（1.5インチ）幅の赤地に縦2本の青いラインが入った綬をもって左胸に佩用する。男性は胸に吊り下げ、女性はリボン・ボウにピン留めする。
過去にスター・オブ・カレッジを受章した者が再度受章した場合にはメイプルリーフをあしらった金のメダルバーが授与され、最初に授与されたメダルの綬に取り付けて佩用する。また、略綬にも小さな金のメイプルリーフが追加される。

## 受章資格および授与
1972年5月1日にピエール・トルドー内閣の助言に基づいてエリザベス2世女王により勇敢な行為を讃える勲章として制定された。カナダ人か否か、または生死にかかわらず、すべての人に受章資格がある。
「勇敢な行為」はカナダ国内でなくてもよく、カナダ人が為したものでなくてもよいが、カナダ人が関係していることが求められる。推薦は「勇敢な行為」が為された時か、被推薦者に関連する裁判などの法的な手続きが完了した時のいずれか遅い方から2年以内に行わなければならない。
2009年8月の時点で、スター・オブ・カレッジは417人に授与されているが、再受章した者は出ていない。